# گوری (گلبهار)
گوری (گلبهار)، روستایی از توابع بخش مرکزی شهرستان گلبهار در استان خراسان رضوی ایران است.

## جمعیت
این روستا در دهستان بیزکی قرار دارد و براساس سرشماری مرکز آمار ایران در سال ۱۳۸۵، جمعیت آن ۶۳ نفر (۱۷خانوار) بوده‌است.